# المحكمة الدستورية لروسيا الاتحادية
المحكمة الدستورية لروسيا الاتحادية (بالروسية: Конституционный Суд Российской Федерации) هي جهاز قضائي روسي يختص بالرقابة الدستورية. ويتمثل دورها في الدفاع عن البنية الدستورية والحقوق والحريات الأساسية للإنسان والمواطنين، بالإضافة إلي تحقيق الفعالية واعلاء مبادئ دستور روسيا الاتحادية علي كل أراضي روسيا وتتألف هذه المحكمة من (19) قاضيا يتم تعيينهم من قبل مجلس الاتحاد بعد أن يرشحهم رئيس الاتحاد الروسي كما نصت على ذلك المادة (128) من دستور روسيا الاتحادية.